# Małgorzata Wolska
Małgorzata Wolska (ur. 6 września 1966 w Grudziądzu) – polska lekkoatletka, specjalistka pchnięcia kulą, pięciokrotna mistrzyni Polski.

## Kariera sportowa
Zdobyła mistrzostwo Polski w pchnięciu kulą  na otwartym stadionie w 1985, 1986, 1987, 1988 i 1980 oraz wicemistrzostwo w 1991. Była również mistrzynią w tej konkurencji w hali w 1988 i wicemistrzynią w 1991.
Zajęła 7. miejsce w finale A Pucharu Europy w 1987 w Pradze i 8. miejsce w finale A Pucharu Europy w 1989 w Gateshead.
Była rekordzistką Polski juniorów w pchnięciu kulą – 16,84 m osiągnięty 28 lipca 1985 w Rzeszowie. Rekord ten wyrównała w 2005 Magdalena Sobieszek.
Rekordy życiowe:
| Konkurencja           | Data i miejsce         | Wynik |
| --------------------- | ---------------------- | ----- |
| pchnięcie kulą        | 25 lipca 1987, Sopot   | 18,44 |
| pchnięcie kulą (hala) | 20 lutego 1988, Zabrze | 18,30 |

Była zawodniczką Zawiszy Bydgoszcz i AZS Katowice.